# Список аеропортів України
Станом на 2020 рік в країні функціонує до 20 аеропортів, з яких 2/3 потребують реконструкції та суттєвого переоснащення. Міністерство інфраструктури має намір до 2030 року відродити всі 50 об’єктів. 
З початку повномасштабного вторгнення Росії 24 лютого 2022 повітряний простір для цивільних літаків закритий, усі аеропорти на території України, які працювали до цього періоду, не виконують цивільні рейси.

## Перелік аеропортів та аеродромів України
| Місто                      | Область           | ICAO  | IATA | Аеропорт | Тип                    | Злітно-посадкова смуга                                           | Висота над рівнем моря |
| -------------------------- | ----------------- | ----- | ---- | --- | ---------------------- | ---------------------------------------------------------------- | ---------------------- |
| Міжнародні аеропорти       |                   |       |      | |                        |                                                                  |                        |
| Вінниця                    | Вінницька         | UKWW  | VIN  | Аеропорт «Вінниця» (Гавришівка) | Цивільний/Військовий   | 13/31, 2500 м, Бетон                                             | 297 м                  |
| Дніпро                     | Дніпропетровська  | UKDD  | DNK  | Міжнародний аеропорт «Дніпро» | Цивільний              | 08/26, 2841 м, Бетон                                             | 147 м                  |
| Донецьк                    | Донецька          | UKCC  | DOK  | Міжнародний аеропорт «Донецьк» імені Сергія Прокоф'єва (повністю зруйнований в ході військових дій у 2014 р (див. війна на сході України) | Цивільний              | 08/26, 2484 м, Асфальт                                           | 241 м                  |
| Житомир                    | Житомирська       | UKKV  | ZTR  | Міжнародний аеропорт «Житомир» | Цивільний              | 13/31, 2500 м, Бетон                                             | 297 м                  |
| Запоріжжя                  | Запорізька        | UKDE  | OZH  | Міжнародний аеропорт «Запоріжжя» | Цивільний/Військовий   | 02/20, 2502 м, Бетон                                             | 114 м                  |
| Івано-Франківськ           | Івано-Франківська | UKLI  | IFO  | Міжнародний аеропорт «Івано-Франківськ»                                                                                                   | Цивільний/Військовий   | 10/28, 2507 м, Бетон                                             | 280 м                  |
| Ізмаїл                     | Одеська           | UKOI  |      | Міжнародний аеропорт «Ізмаїл» | Цивільний              |                                                                  |                        |
| Київ                       | Київ              | UKKK  | IEV  | Міжнародний аеропорт «Київ» | Цивільний/Військовий   | 8/26, 1800 м, Бетон                                              | 179 м                  |
| Бориспіль                  | Київська          | UKBB  | KBP  | Міжнародний аеропорт «Бориспіль» | Цивільний/Військовий   | 18L/36R, 4000 м, Бетон 18R/36L 3500 м, Бетон                     | 130 м                  |
| Кривий Ріг                 | Дніпропетровська  | UKDR  | KWG  | Міжнародний аеропорт «Кривий Ріг» | Цивільний              | 18/36, 2500 м, Бетон                                             | 124 м                  |
| Лиманське                  | Одеська           | UKOM  |      | Міжнародний аеропорт «Лиманське» | Цивільний              | 18/36, 2503 м, Бетон                                             | 48 м                   |
| Луганськ                   | Луганська         | UKCW  | VSG  | Міжнародний аеропорт «Луганськ» (закритий з 2014 року через Війну на сході України)                                                       | Цивільний              | 9/27, 2840 м, Асфальт                                            | 194 м                  |
| Львів                      | Львівська         | UKLL  | LWO  | Міжнародний аеропорт «Львів» імені Данила Галицького                                                                                      | Цивільний/Військовий   | 13/31, 3305 м, бетон                                             | 326 м                  |
| Маріуполь                  | Донецька          | UKCM  | MPW  | Міжнародний аеропорт «Маріуполь» (з 2014 року пасажирські рейси не здійснюються)                                                          | Цивільний              | 02/20, 2550 м, Асфальт 02/20, 1400 м, Ґрунт 11/29, 1400 м, Ґрунт | 76 м                   |
| Миколаїв                   | Миколаївська      | UKON  | NLV  | Міжнародний аеропорт «Миколаїв» |                        | 05/23, 2572 м, Асфальт 05L/23R, 1800 м, Ґрунт                    |                        |
| Одеса                      | Одеська           | UKOO  | ODS  | Міжнародний аеропорт «Одеса» | Цивільний/Військовий   | 07/25, 553 м, Ґрунт 16/34, 2799 м, Асфальтобетон                 | 52 м                   |
| Полтава                    | Полтавська        | UKHP  | PLV  | Міжнародний аеропорт «Полтава» | Цивільний              | 13/31, 2600 м, Бетон                                             | 154 м                  |
| Рівне                      | Рівненська        | UKLR  | RWN  | Міжнародний аеропорт «Рівне» | Цивільний              | 12/30, 2626 м, Бетон                                             | 230 м                  |
| Сімферополь                | Крим              | UKFF  | SIP  | Міжнародний аеропорт «Сімферополь» імені Султана Амет-Хана (де-юре закритий, де-факто обслуговує рейси із/в Росію)                        | Цивільний              | 01L/19R, 3701 м, Бетон                                           | 195 м                  |
| Тернопіль                  | Тернопільська     | UKLT  | TNL  | Міжнародний аеропорт «Тернопіль» | Цивільний              | 10/28, 2000 м, Бетон 12/30, 750 м, Асфальт                       | 327 м                  |
| Ужгород                    | Закарпатська      | UKLU  | UDJ  | Міжнародний аеропорт «Ужгород» | Цивільний              | 10/28, 2038 м, Асфальт                                           |                        |
| Харків                     | Харківська        | UKHH  | HRK  | Міжнародний аеропорт «Харків» | Цивільний              | 07/25, 2500 м, Бетон                                             | 155 м                  |
| Херсон                     | Херсонська        | UKOH  | KHE  | Міжнародний аеропорт «Херсон» знищений у 2022 році внаслідок російської окупації.                                                         | Цивільний/Військовий   | 03/21, 2500 м, Асфальтобетон                                     | 45 м                   |
| Черкаси                    | Черкаська         | UKKE  | CKC  | Міжнародний аеропорт «Черкаси» | Цивільний              | 15/33, 2500 м, Асфальт                                           | 114 м                  |
| Чернівці                   | Чернівецька       | UKLN  | CWC  | Міжнародний аеропорт «Чернівці» | Цив.                   | 15/33, 2200 м, Асфальт                                           | 252 м                  |
| Інші пасажирські аеропорти |                   |       |      | |                        |                                                                  |                        |
| Бердянськ                  | Запорізька        | UKDB  | ERD  | Аеропорт «Бердянськ» (не функціонує) | Цивільний              | 09/27, 2500 м, Бетон                                             | 52 м                   |
| Бородянка                  | Київська          |       |      | Бородянка (аеродром) |                        |                                                                  | 150 м                  |
| Джанкой                    | Крим              | UKFY  |      | Джанкой (аеродром) (де-юре закритий, де-факто обслуговує рейси із/в Росію)                                                                | Цивільний/Військовий   | 05/23, 2500 м, Бетон                                             |                        |
| Керч                       | Крим              | UKFK  | KHC  | Керч (аеропорт) (де-юре закритий, де-факто обслуговує рейси із/в Росію)                                                                   | Цивільний              | 07/25, 1652 м, Асфальт 07/25, 2000 м, Ґрунт                      | 52 м                   |
| Харків                     | Харківська        | UKHD  |      | Аеропорт «Харків-Північний» | Цивільний              | 03/21, 1804 м, Бетон                                             | 183 м                  |
| Хмельницький               | Хмельницька       | UKLH  | HMJ  | Хмельницький (аеропорт) | Цивільний              | 16/34, 2220 м, Бетон                                             | 351 м                  |
| Київ (Гостомель)           | Київська          | UKKM  | GML  | Антонов (аеропорт) | Цивільний (вантажний)  | 15/33, 3500 м, Бетон                                             | 158 м                  |
| Кропивницький              | Кіровоградська    | UKKG  | KGO  | Аеропорт «Кіровоград» | Цивільний              | 12/30, 1538 м, Асфальт 16/34, 1300 м, Асфальт                    | 173 м                  |
| Кременчук                  | Полтавська        | UKHK  | KHU  | Кременчук (аеропорт) | Цивільний              |                                                                  |                        |
| Київ                       | Київ              | UKKT  | NNN  | Святошин (аеродром) | Промисловий            | 14/32, 1800m, Бетон                                              | 174 м                  |
| Київ                       | Київ              | UKKJ* |      | Чайка (аеродром) | Цивільний (спортивний) |                                                                  | 165,36 м               |
| Київ                       | Київ              |       |      | Бузова (аеродром) | Цивільний (спортивний) |                                                                  | 164 м                  |
| Київ                       | Київ              | UKBD  |      | Аеродром Київ-Південний |                        |                                                                  | 174 м                  |
| Севастополь                | Севастополь       | UKFB  | UKS  | Бельбек (аеропорт) (де-юре закритий, де-факто обслуговує рейси із/в Росію)                                                                | Цивільний/Військовий   | 07/25, 3007 м, Бетон                                             |                        |
| Сєвєродонецьк              | Луганська         | UKCS  | SEV  | Сєвєродонецьк (аеропорт) | Цивільний              | 15/33, 2840 м, Бетон                                             | 72 м                   |
| Сімферополь                | Крим              | UKFW  |      | Заводське (аеродром) (де-юре закритий, де-факто обслуговує рейси із/в Росію)                                                              | Цивільний              |                                                                  |                        |
| Суми                       | Сумська           | UKHS  | UMY  | Суми (аеропорт) | Цивільний              | 08/26, 2500 м, Асфальт                                           | 181 м                  |
| Вінниця                    | Вінницька         |       |      | Вінниця (аеродром) |                        |                                                                  |                        |
| Житомир                    | Житомирська       | UKKO  |      | Озерне (авіабаза) | Цивільний/Військовий   |                                                                  |                        |
| Військові аеропорти        |                   |       |      | |                        |                                                                  |                        |
| Кривий Ріг                 |                   |       |      | Кривий Ріг (авіабаза) (також «Довгинцеве»)                                                                                                | Військовий             | 18/36, 2500 м, Армобетон                                         | 10 м                   |
| Багерове                   | Крим              |       |      | Багерове (авіабаза) (де-юре закритий, де-факто обслуговує рейси із/в Росію)                                                               | Військовий             | 6/24, 3500 м, Бетон                                              | 115 м                  |
| Чугуїв                     | Харківська        | UKHW  |      | Чугуїв (авіабаза) | Військовий             |                                                                  |                        |
| Львів                      | Львівська         |       |      | Городок (авіабаза) | Військовий             |                                                                  |                        |
| Конотоп                    | Сумська           | UKBF  |      | Конотоп (авіабаза) | Військовий             |                                                                  |                        |
| Миколаїв                   | Миколаївська      | UKOR  |      | Кульбакине | Військовий             | 05/23, 3260 м, Бетон 05/23, 2300 м, Ґрунт                        | 54,1 м                 |
| Полтава                    | Полтавська        |       | MIO  | Полтава (авіабаза) | Військовий             | 09/27, 2500 м, Бетон 09/27, 2500 м, Ґрунт                        | 154 м                  |
| Васильків                  | Київська          |       |      | Васильків (авіабаза) | Військовий             | ?,2500 м ,Бетон                                                  | 205 м                  |
| Миргород                   | Полтавська        | UKBM* | MXR  | Миргород (авіабаза) | Військовий             | 06/23, 2500 м, Бетон                                             | 105 м                  |
| Броди                      | Львівська         | UKLB* |      | Броди (авіабаза) | Військовий             | 08/26, 2000 м, Бетон                                             | 240 м                  |
| Старокостянтинів           | Хмельницька       | UKLS* |      | Старокостянтинів (авіабаза) | Військовий             | 11/29, 2500 м, Бетон                                             | 266 м                  |
| Біла Церква                | Київська          | UKBC* |      | Білоцерківський аеродром | Військовий             | 36/18,2500 м, Бетон                                              | 170 м                  |
| Євпаторія                  | Крим              | UKFE  |      | Євпаторія (аеродром) (де-юре закритий, де-факто обслуговує рейси із/в Росію)                                                              | Військовий             | 8/24, 2011 м, Бетон                                              | 10 м                   |
| Інші аеропорти             |                   |       |      | |                        |                                                                  |                        |
| Чернігів                   | Чернігівська      | UKKL  | CEJ  | Чернігів (аеропорт) |                        | 09/27, 2200 м, Асфальтобетон 01/19, 600 м, Асфальтобетон         |                        |
| Драбів                     | Черкаська         | UKKD* |      | Драбів (аеропорт) |                        |                                                                  |                        |
| Дрогобич                   | Львівська         |       |      | Дрогобицьке летовище (аеродром) | Цивільний              | 900 м, Асфальтобетон                                             | 297 м                  |
| Генічеськ                  | Херсонська        | UKOG  |      | Генічеськ (аеропорт) |                        |                                                                  |                        |
| Калинів                    | Львівська         | UKLA* |      | Калинів (аеропорт) |                        |                                                                  |                        |
| Кам'янець-Подільський      | Хмельницька       |       | KCP  | Кам'янець-Подільський (аеропорт) |                        |                                                                  |                        |
| Дніпро                     | Дніпропетровська  |       |      | Кам'янка (аеродром) | Цивільний (спортивний) | 180 м                                                            |                        |
| Коломия                    | Івано-Франківська | UKLO* |      | Коломия (аеропорт) |                        |                                                                  | 300 м                  |
| Краматорськ                | Донецька          | UKCK* | KRQ  | Краматорськ (аеропорт) |                        |                                                                  |                        |
| Луцьк                      | Волинська         | UKLC  | UCK  | Луцьк (аеропорт) |                        | 07/25, 1660 м, Асфальтобетон                                     |                        |
| Львів                      | Львівська         | UKLP  |      | Стрий (аеродром) |                        | 07/25, 3010 м, Бетон                                             | 312 м                  |
| Мелітополь                 | Запорізька        | UKDM* | OOX  | Мелітополь (аеропорт) |                        |                                                                  |                        |
| Ніжин                      | Чернігівська      | UKRN* |      | Ніжин (авіабаза) |                        |                                                                  |                        |
| Петрово-Красносілля        | Луганська         | UKHE  |      | Петрово-Красносілля (аеропорт) |                        |                                                                  |                        |
| Підгородне                 | Дніпропетровська  | UKDP* |      | Підгородне (аеропорт) |                        |                                                                  |                        |
| Прогрес                    | Чернігівська      |       |      | Прогрес (аеродром) | Цивільний(спортивний)  | 25/45, 1500 м, Ґрунт                                             |                        |
| Саки                       | Крим              | UKFI* |      | Саки (авіабаза) (де-юре закритий, де-факто обслуговує рейси із/в Росію)                                                                   |                        |                                                                  |                        |
| Семенівка                  | Чернігівська      | UKKS  |      | Семенівка (аеродром) |                        |                                                                  |                        |
| Турійськ                   | Волинська         | UPTU  |      | Турійськ (аеродром) | Цивільний              | 400 м                                                            | 201 м                  |
| Заверешиця                 | Львівська         | UKLF* |      | Цунів (аеродром) | Цивільний(спортивний)  | 1300 м, Ґрунт                                                    |                        |
| Туринка                    | Львівська         |       |      | Туринка (аеродром) | Цивільний              | Асфальтобетон                                                    |                        |
| Белз                       | Львівська         |       |      | Белз (аеродром) | Цивільний              | Асфальтобетон                                                    |                        |
| Залижня                    | Львівська         |       |      | Залижня (Аеродром) | Цивільний              | 07/25, Асфальтобетон                                             |                        |
| Глиняни                    | Львівська         |       |      | Глиняни (аеродром) | Цивільний              | Ґрунт                                                            |                        |
| Узин                       | Київська          | UKKH  |      | Узин (аеродром) |                        |                                                                  |                        |
| Умань                      | Черкаська         |       |      | Умань (аеродром) | Цивільний/Військовий   | 13L/31R, 2 500 м (бетон) 13R/31L, 1 200 м (бетон)                |                        |
| Ялта                       | Крим              |       |      | Ялта (геліпорт) (де-юре закритий, де-факто обслуговує рейси із/в Росію)                                                                   |                        |                                                                  |                        |

## Геліпорти
- Пекарі (Канів, Черкаська область)
- Дніпро-1 (Київ)
- Сопка-1 (Нові Петрівці, Київська область)
- Ярилгач (Чорноморське, Автономна Республіка Крим)